# Wyspa Giżycka
Wyspa Giżycka – potoczna nazwa przesmyku między jeziorami Niegocin, Kisajno i Tajty, a także kanałami: Łuczańskim, Niegocińskim i Piękna Góra. Leży w całości w granicach administracyjnych Giżycka. W latach 1854–1857 podczas budowy sieci kanałów mazurskich, teren ten został ograniczony z każdej strony wodą, odcinając go ostatecznie od reszty stałego lądu. Tym sposobem, ów przesmyk stał się wyspą, na którą można się dostać jedynie mostami lub drogą wodną.

## Znaczenie religijne
Od najdawniejszych czasów wzgórze przy brzegu Niegocina, było prawdopodobnym miejscem kultu plemion pogańskich zamieszkujących te tereny przed pojawieniem się Krzyżaków. Około roku 1000, na terenach Prus pojawił się z misją chrystianizacyjną św. Brunon z Kwerfurtu. Wspomniane wzgórze (współ. Wzgórze św. Brunona), uważane jest za domniemane miejsce męczeńskiej śmierci misjonarza i 18 współmisjonarzy, którą ponieśli 14 lutego lub 9 marca 1009 roku. W 1910 roku na pamiątkę tego wydarzenia, miejscowa społeczność ewangelicka postawiła żeliwny krzyż, nazywany dzisiaj „krzyżem św. Brunona”. Dziś św. Bruno z Kwerfurtu jest patronem Giżycka, a także jednej z giżyckich parafii. Od 2009 roku jest również patronem Warmii. W tym samym roku w Giżycku odbyły się zakrojone na szeroką skalę uroczystości związane z millenium śmierci świętego Brunona.
Jedyną świątynią położoną na „Wyspie Giżyckiej” jest obecnie kościół parafialny pw. Ducha Świętego Pocieszyciela. Tradycją miejscowej parafii są drogi krzyżowe do krzyża św. Brunona, które odbywają się 2 razy do roku: w Wielki Piątek i 14 września (Święto Podwyższenia Krzyża Świętego). W 2007 roku na trasie drogi krzyżowej od kościoła na wzgórze św. Brunona, z głazów polodowcowych zostało wykonanych 14 stacji męki pańskiej.

## Znaczenie strategiczne
Teren „Wyspy Giżyckiej” od wieków był strategiczny militarnie, co docenili już Krzyżacy, wznosząc tutaj około 1340 roku gród obronny i zamek Lötzen, który częściowo zachował się do dziś. W latach 1843–1851 na „wyspie” wzniesiono potężną twierdzę im. Hermanna von Boyen, która później, będąc bezskutecznie oblegana przez wojska rosyjskie, odegrała dużą rolę podczas I wojny światowej. „Wyspa” jest miejscem strategicznym do dziś, o czym świadczą dwie jednostki wojskowe rozlokowane na jej terenie (w pozostałej części miasta znajdują się jeszcze dwie).

## Znaczenie turystyczne
W dzisiejszych czasach na „Wyspie”, tak jak i w całym Giżycku, największą rolę spełnia turystyka i rekreacja. Znajdują się tutaj takie obiekty jak: Ośrodek Przygotowań Olimpijskich COS, ośrodek żeglarski Almatur, stadion miejski oraz siedziba MOSiR Giżycko, korty tenisowe, boisko, ośrodek wczasowy ARM, siedziba Giżyckiego Stowarzyszenia Wędkarskiego, oraz ośrodek LOK. Turystów przyciągają też takie atrakcje jak wspomniany już Krzyż św. Brunona, Twierdza Boyen, most obrotowy, czy zamek krzyżacki, odrestaurowany w 2011 roku, a w którym mieści się hotel o wysokim standardzie, wraz z zapleczem rekreacyjnym pod nazwą St.Bruno.